# 홍콩 입경사무처
홍콩 특별행정구 정부 입경사무처(중국어: 入境事務處, 홍콩 반환 이전에는 人民入境事務處)는 홍콩의 출입국관리 책임기관이다. 1997년 7월 중화인민공화국이 홍콩에 대한 주권을 회복한 이후, 홍콩의 출입국관리 시스템은 이전 영국 식민지 시절의 모델에서 크게 변하지 않았다. 중국 본토 출신의 주민들은 홍콩에 머무를 권리, 마음대로 출입할 권리가 없으며, 이는 홍콩 반환 이전 그리고 이후 모두에 적용되었다. 중국의 또다른 특별행정구인 마카오 주민들에게는 별도의 규정을 적용하고 있다. 7또한, 170개국의 여권 소지자들에 대한 무비자 출입 규정은 1997년 전후 모두 변하지 않고 있다.
중국계 홍콩 주민들은 중화인민공화국의 국민으로 규정되나, 홍콩 기본법에 따라, 홍콩 입경사무처는 중화인민공화국 국민인 홍콩 주민들에게 홍콩 특별행정구 여권을 발급한다.

## 같이 보기
- 홍콩 경무처